# Gran Premio d'Italia 2019
Il Gran Premio d'Italia 2019 è stata la quattordicesima prova del campionato mondiale di Formula 1 2019. La gara, tenutasi domenica 8 settembre 2019 sul circuito di Monza, è stata vinta dal monegasco Charles Leclerc su Ferrari, al suo secondo successo in carriera. Leclerc ha preceduto all'arrivo i due piloti della Mercedes, il finlandese Valtteri Bottas e il britannico Lewis Hamilton.
All'intero weekend di gara hanno assistito 200 000 spettatori, nuovo record di presenze per il Gran Premio d'Italia a Monza.

## Vigilia

### Sviluppi futuri
Viene prolungato il contratto per mantenere in calendario il Gran Premio d'Italia fino al 2024.
La Ferrari conferma come piloti, anche per il 2020, Sebastian Vettel e Charles Leclerc.

### Aspetti tecnici
Per questa gara la Pirelli, fornitrice unica degli pneumatici, porta gomme di mescola C2, C3 e C4.
Due sono le zone in cui è ammesso l'utilizzo del Drag Reduction System: la prima sul rettifilo dei box, con punto di determinazione del distacco fra piloti stabilito prima della curva 11 (Curva Parabolica); la seconda sul rettilineo prima della Variante Ascari, con detection point posto prima della curva 7 (seconda Curva di Lesmo).
La Red Bull Racing decide di montare sulla vettura di Max Verstappen la nuova specifica della power unit della Honda. Ciò comporta una pesante penalizzazione sulla griglia di partenza. Stessa sorte tocca anche a Pierre Gasly, su Toro Rosso, anch'essa spinta da una power unit della casa nipponica.
La McLaren decide di montare la terza evoluzione della power unit della Renault sulla vettura di Lando Norris. L'inglese è così penalizzato sulla griglia di partenza. Dopo il Gran Premio del Belgio, la scuderia di Woking riesce invece a salvare il motore di Carlos Sainz Jr., che così non riceve penalità.

### Aspetti sportivi
L'ex pilota di Formula 1, il britannico Derek Warwick, è nominato commissario aggiunto per la gara. Ha svolto già in passato tale funzione, l'ultima al Gran Premio di Germania.
L'Alfa Romeo Racing porta per la gara di Monza una livrea celebrativa, con la presenza di una banda verde, a comporre il tricolore italiano, assieme al bianco e al rosso, colori tradizionali della scuderia.

## Prove

### Resoconto

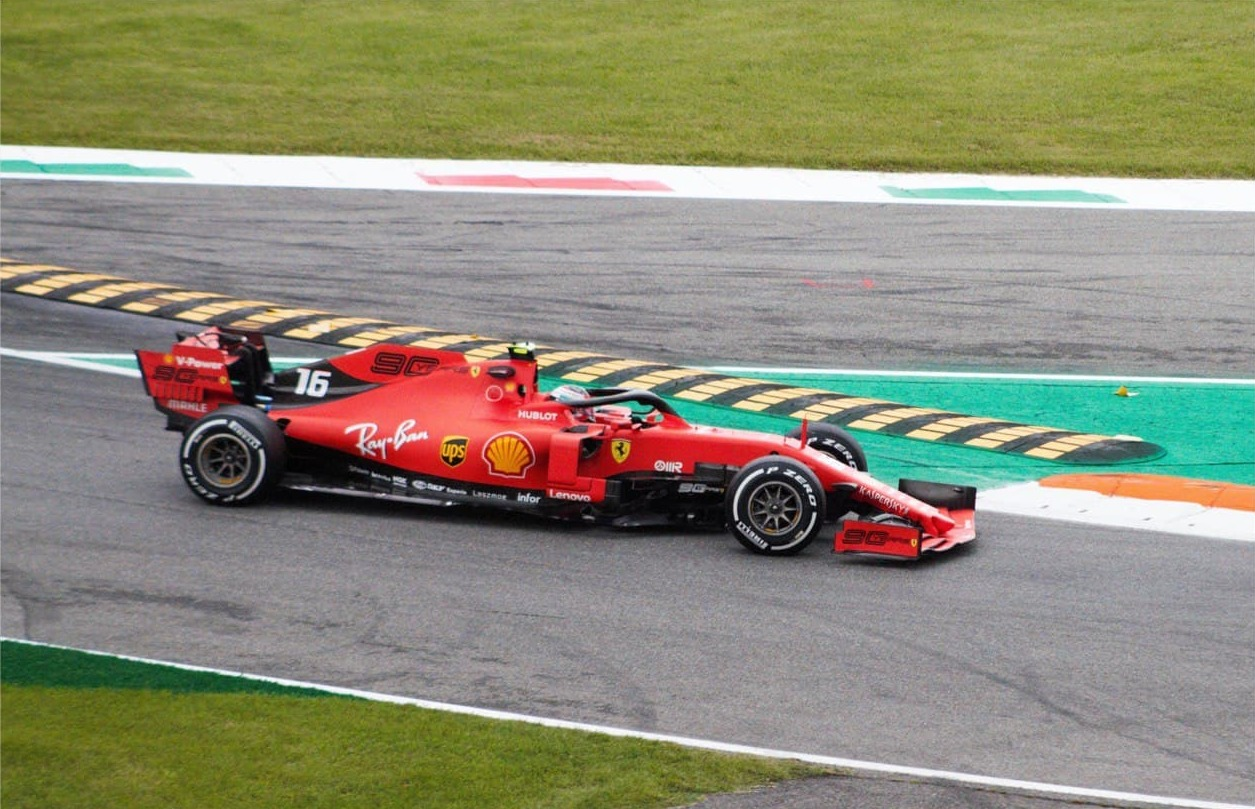
Charles Leclerc, vincitore del precedente appuntamento di Spa-Francorchamps, è il più veloce nelle due sessioni di prove del venerdì.

La pioggia cessa pochi minuti prima dell'inizio della prima sessione di prove libere. La pista resta umida, e solo nella parte finale della stessa i piloti possono passare all'utilizzo di gomme da asciutto.
Le condizioni della pista hanno favorito diversi errori dei piloti, tanto che la sessione ha dovuto essere interrotta tre volte, con bandiere rosse. La prima interruzione è stata causata da un'uscita di pista di Kimi Räikkönen dopo circa mezz'ora dall'inizio della sessione. Il finlandese ha perso il controllo della sua vettura alla Parabolica, compiendo un testacoda e andando a sbattere contro le barriere all'esterno della curva.
Subito dopo la riapertura della sessione, la stessa è stata interrotta nuovamente. Il messicano Sergio Pérez è stato autore di un testacoda alla Variante Ascari. Entrambi i piloti non hanno fatto segnare tempi validi per la sessione.

L'interruzione è dovuta a un altro testacoda. In questo caso il pilota della Scuderia Toro Rosso, Pierre Gasly, ha commesso l'errore alla Prima Variante, rimanendo fermo in una posizione che impediva alla vettura di muoversi. Dopo l'intervento dei commissari il francese è rientrato ai box.

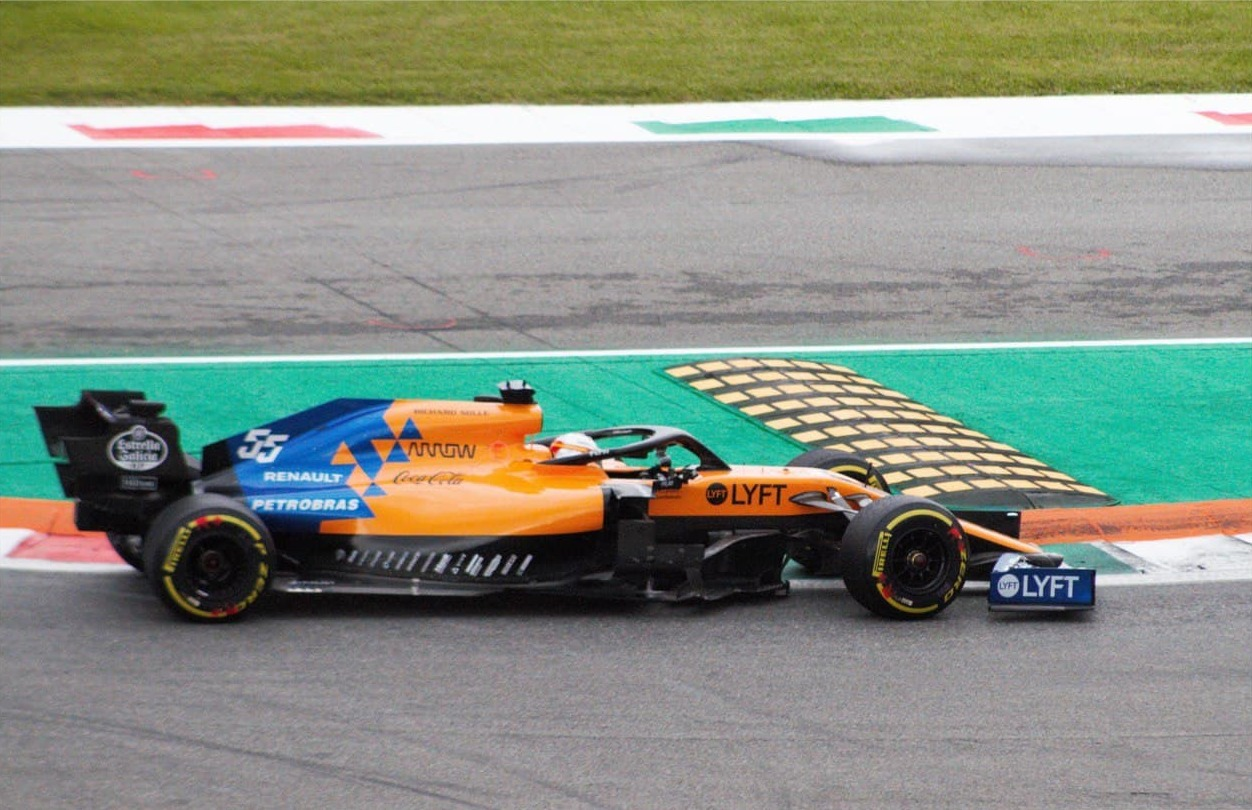
Carlos Sainz Jr. sigla il secondo miglior tempo nella sessione del venerdì mattina.

Il più veloce di sessione, usando gomme medie, è Charles Leclerc che ha preceduto le due McLaren di Carlos Sainz Jr. e Lando Norris, entrambi su gomme morbide. Al quarto posto, sempre con gomme morbide, si è piazzato Lewis Hamilton, mentre Sebastian Vettel, sull'altra Ferrari, è ottavo.
La sessione pomeridiana è iniziata con pista asciutta, prima che la pioggia tornasse di nuovo a ostacolare i piloti. L'intensità delle precipitazioni però è stata modesta, e comunque solo a tratti. Anche in questa sessione Charles Leclerc è stato il più veloce, l'unico sotto il minuto e ventuno, precedendo Lewis Hamilton di 68 millesimi e il compagno di scuderia, Vettel, di due decimi. Dietro alle due Ferrari e alle due Mercedes si sono posizionate le Red Bull Racing.

Anche questa sessione è stata interrotta con bandiera rossa. In un momento di pioggia particolarmente intensa, con i piloti ai box nell'attesa di un clima migliore, i commissari ne hanno approfittato per interrompere la sessione, e ripulire il tracciato dopo un'escursione fuori pista di una Haas.

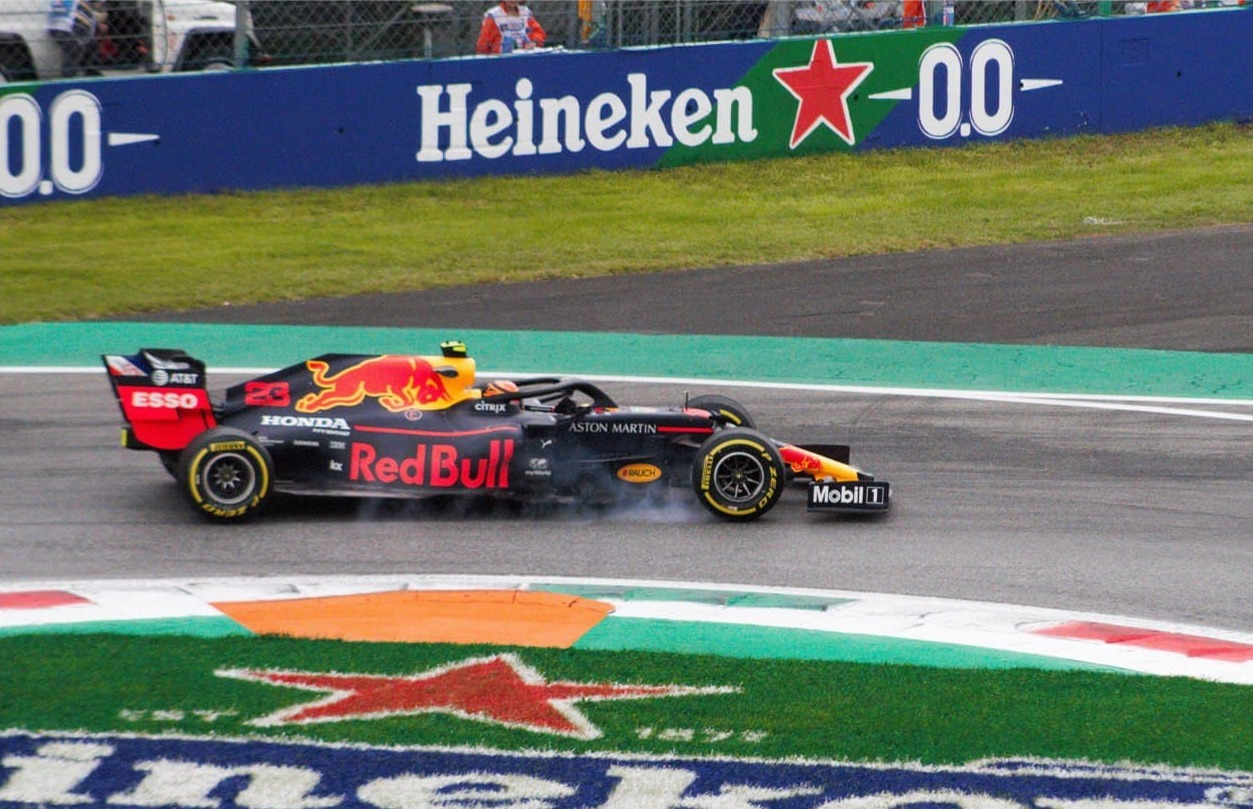
Alexander Albon durante le prove libere

La sessione del sabato inizia in ritardo per la necessità di rimuovere un dissuasore all'uscita della Parabolica, a causa di un incidente durante la gara 1 di Formula 3, con la vettura di Alexander Peroni che aveva preso il volo avendolo colpito.
Il più rapido è Sebastian Vettel, che precede di soli 32 millesimi Max Verstappen. Con lo stesso tempo si trovano poi Valtteri Bottas e Charles Leclerc, che era stato il più rapido nelle prime due sessioni. Il monegasco si è visto cancellare due tempi, per avere superato i limiti della pista, affrontando la curva Parabolica. Le Mercedes si sono dimostrate molto consistenti con le gomme medie, sul passo di gara, anche se Hamilton, l'altro pilota della scuderia tedesca, ha chiuso con il sesto tempo, preceduto anche da Daniel Ricciardo.
Di seguito alcune foto delle prove libere occorse nella mattinata:

### Risultati
Nella prima sessione del venerdì si è avuta questa situazione:
| Pos | Nº | Pilota           | Costruttore     | Tempo    | Gap    | Giri |
| --- | -- | ---------------- | --------------- | -------- | ------ | ---- |
| 1   | 16 | Charles Leclerc  | Ferrari         | 1'27"905 |        | 20   |
| 2   | 55 | Carlos Sainz Jr. | McLaren-Renault | 1'28"211 | +0"306 | 25   |
| 3   | 4  | Lando Norris     | McLaren-Renault | 1'28"450 | +0"545 | 23   |

Nella seconda sessione del venerdì si è avuta questa situazione:
| Pos | Nº | Pilota           | Costruttore | Tempo    | Gap    | Giri |
| --- | -- | ---------------- | ----------- | -------- | ------ | ---- |
| 1   | 16 | Charles Leclerc  | Ferrari     | 1'20"978 |        | 37   |
| 2   | 44 | Lewis Hamilton   | Mercedes    | 1'21"046 | +0"068 | 32   |
| 3   | 5  | Sebastian Vettel | Ferrari     | 1'21"179 | +0"201 | 39   |

Nella sessione del sabato mattina si è avuta questa situazione:
| Pos | Nº | Pilota           | Costruttore           | Tempo    | Gap    | Giri |
| --- | -- | ---------------- | --------------------- | -------- | ------ | ---- |
| 1   | 5  | Sebastian Vettel | Ferrari               | 1'20"294 |        | 14   |
| 2   | 33 | Max Verstappen   | Red Bull Racing-Honda | 1'20"326 | +0"032 | 11   |
| 3   | 77 | Valtteri Bottas  | Mercedes              | 1'20"403 | +0"109 | 23   |

## Qualifiche

### Resoconto
I piloti affrontano subito la pista: Pierre Gasly, che parte dal fondo della griglia per le penalizzazioni dovute per la sostituzione di alcune parti della power unit, utilizza curiosamente gomme da bagnato intermedio, solo per offrire la scia al suo compagno della Scuderia Toro Rosso Daniil Kvjat. Il russo segna 1'21"281, prima di essere battuto da Antonio Giovinazzi (1'20"657).
Anche Sebastian Vettel aiuta il compagno di scuderia, Charles Leclerc, che però resta troppo lontano dalla monoposto del tedesco per godere l'effetto della scia. Il monegasco batte comunque il tempo di Vettel, che non era riuscito a migliorare il tempo di Giovinazzi. Poco dopo è il turno delle Renault che monopolizzano le prime due posizioni, con Nico Hülkenberg (1'20"155) e Daniel Ricciardo, staccato di un decimo e mezzo.
Le Mercedes entrano in pista dopo dieci minuti dall'inizio della sessione. In questo caso è Valtteri Bottas che offre la scia a Lewis Hamilton. Il finlandese si porta a un millesimo da Hülkenberg, mentre Hamilton è staccato di un decimo.
Leclerc migliora in 1'20"126. Poco dopo la sessione viene interrotta con bandiera rossa, in quanto la Racing Point di Sergio Pérez si ferma lungo la pista.
Quando mancano tre minuti al termine della prima fase delle qualifiche quasi tutti i piloti rientrano in pista per cercare di migliorare i loro tempi. Esce anche Max Verstappen, ancora senza tempi, ma comunque penalizzato sulla griglia. L'olandese però deve abortire il suo tentativo, a causa di una perdita di potenza del motore.
Le due Haas di Magnussen e di Grosjean si migliorano, ma il francese entra presto in zona di eliminazione, grazie all'arrivo sul traguardo delle due McLaren e di Gasly e Stroll.
Vengono eliminati Grosjean, Pérez, le Williams di George Russell e Robert Kubica, nonché Verstappen, senza tempi validi. In Q1 ci sono 16 piloti entro un secondo dal primo.
Nella fase successiva Charles Leclerc ottiene 1'19"553, tempo che si avvicina al record del tracciato, che appartiene a Kimi Räikkönen. Proprio il pilota dell'Alfa Romeo effettua un'escursione di pista alla prima curva di Lesmo, senza conseguenze per la vettura del finlandese. Hamilton scala al secondo posto, davanti a Vettel e Ricciardo.
Valtteri Bottas e Alexander Albon sopravanzano Hülkenberg, Sainz Jr., Magnussen e Stroll, i qualificati provvisori. Poco dopo entra tra i migliori dieci Daniil Kvjat. Alla fine della sessione Vettel ottiene il record nel primo settore, mentre Albon non si migliora, così come Kevin Magnussen. Gasly si limita al tredicesimo tempo. Alla fine risulta eliminato Giovinazzi, staccato di due soli millesimi dal compagno di team Räikkönen. Il migliore di sessione è Lewis Hamilton, un decimo più rapido di Leclerc. Oltre all'italiano, non passano in Q3 Magnussen, Kvjat, Norris (già penalizzato in griglia) e Gasly.
Nella fase finale le Mercedes sono le prime a uscire dai box, ma si fermano nella corsia di entrata in pista, e lasciano così Sebastian Vettel quale primo pilota ad affrontare la pista, così da non potere sfruttare nessuna scia. Il tedesco chiude con 1'19"457, battuto da Leclerc (1'19"307), mentre Hamilton si inserisce tra le due vetture italiane. Bottas non chiude il suo primo giro, in quanto la sessione è interrotta con bandiera rossa, dopo l'uscita di Kimi Räikkönen alla Parabolica. Successivamente la direzione di gara rivede la decisione, attribuendo a Bottas il terzo tempo. Seguono poi Ricciardo, Hülkenberg e Sainz Jr..
La sessione viene interrotta per circa dieci minuti. Alla ripresa mancano oltre sei minuti alla fine della Q3, ma i piloti attendono, per tornare in pista, quando il cronometro segna meno di due minuti al termine della sessione. Il primo a uscire è Nico Hülkenberg, che però entra nella via di fuga alla prima variante. I piloti procedono lentamente, per non essere in testa del gruppo e quindi senza scia.
Solo Carlos Sainz Jr. e Charles Leclerc riescono a completare il giro, prima dell'esposizione della bandiera a scacchi che interrompe la possibilità di iniziare un giro veloce. La classifica rimane invariata, con il monegasco che conquista la sua quarta pole position nel mondiale. Hamilton completa la prima fila, davanti a Bottas e Vettel.
Per la Ferrari è la ventunesima partenza al palo nel Gran Premio d'Italia.
La FIA mette sotto indagine tre piloti (Sainz Jr., Hülkenberg e Stroll), in quanto con il loro lento ritmo, nel giro di lancio, a meno di due minuti dalla fine di sessione, avrebbero impedito agli altri piloti di completare il giro prima dell'esposizione della bandiera a scacchi. I tre subiscono solo una reprimenda, a differenza di quanto successo in Formula 3, dove ben 17 piloti vennero penalizzati per l'eccessiva lentezza con cui avevano affrontato i minuti finali della sessione, al fine di trovare un altro pilota che potesse concedere la scia. Anche Sebastian Vettel viene messo sotto indagine, in quanto, nel suo giro veloce in Q3, avrebbe sfiorato l'uscita di pista alla Parabolica. La manovra viene considerata corretta.
Dopo l'incidente nelle qualifiche Kimi Räikkönen è costretto a sostituire il cambio; subisce così una penalizzazione di cinque posizioni in griglia. Successivamente sostituisce alcune componenti della power unit; a causa di ciò parte dalla pit lane.

### Risultati
Nella sessione di qualifica si è avuta questa situazione:
| Pos                         | Nº | Pilota             | Costruttore               | Q1          | Q2       | Q3          | Griglia |
| --------------------------- | -- | ------------------ | ------------------------- | ----------- | -------- | ----------- | ------- |
| 1                           | 16 | Charles Leclerc    | Ferrari                   | 1'20"126    | 1'19"553 | 1'19"307    | 1       |
| 2                           | 44 | Lewis Hamilton     | Mercedes                  | 1'20"272    | 1'19"464 | 1'19"346    | 2       |
| 3                           | 77 | Valtteri Bottas    | Mercedes                  | 1'20"156    | 1'20"018 | 1'19"354    | 3       |
| 4                           | 5  | Sebastian Vettel   | Ferrari                   | 1'20"378    | 1'19"715 | 1'19"457    | 4       |
| 5                           | 3  | Daniel Ricciardo   | Renault                   | 1'20"374    | 1'19"833 | 1'19"839    | 5       |
| 6                           | 27 | Nico Hülkenberg    | Renault                   | 1'20"155    | 1'20"275 | 1'20"049    | 6       |
| 7                           | 55 | Carlos Sainz Jr.   | McLaren-Renault           | 1'20"413    | 1'20"202 | 1'20"455    | 7       |
| 8                           | 23 | Alexander Albon    | Red Bull Racing-Honda     | 1'20"382    | 1'20"021 | senza tempo | 8       |
| 9                           | 18 | Lance Stroll       | Racing Point-BWT Mercedes | 1'20"643    | 1'20"498 | senza tempo | 9       |
| 10                          | 7  | Kimi Räikkönen     | Alfa Romeo Racing-Ferrari | 1'20"634    | 1'20"515 | senza tempo | PL      |
| 11                          | 99 | Antonio Giovinazzi | Alfa Romeo Racing-Ferrari | 1'20"657    | 1'20"517 | N.D.        | 10      |
| 12                          | 20 | Kevin Magnussen    | Haas-Ferrari              | 1'20"616    | 1'20"615 | N.D.        | 11      |
| 13                          | 26 | Daniil Kvjat       | Scuderia Toro Rosso-Honda | 1'20"723    | 1'20"630 | N.D.        | 12      |
| 14                          | 4  | Lando Norris       | McLaren-Renault           | 1'20"646    | 1'21"068 | N.D.        | 16      |
| 15                          | 10 | Pierre Gasly       | Scuderia Toro Rosso-Honda | 1'20"508    | 1'21"125 | N.D.        | 17      |
| 16                          | 8  | Romain Grosjean    | Haas-Ferrari              | 1'20"784    | N.D.     | N.D.        | 13      |
| 17                          | 11 | Sergio Pérez       | Racing Point-BWT Mercedes | 1'21"291    | N.D.     | N.D.        | 18      |
| 18                          | 63 | George Russell     | Williams-Mercedes         | 1'21"800    | N.D.     | N.D.        | 14      |
| 19                          | 88 | Robert Kubica      | Williams-Mercedes         | 1'22"356    | N.D.     | N.D.        | 15      |
| Tempo limite 107%: 1'25"734 |    |                    |                           |             |          |             |         |
| NQ                          | 33 | Max Verstappen     | Red Bull Racing-Honda     | senza tempo | N.D.     | N.D.        | 19      |

In grassetto sono indicate le migliori prestazioni in Q1, Q2 e Q3.

## Gara

### Resoconto

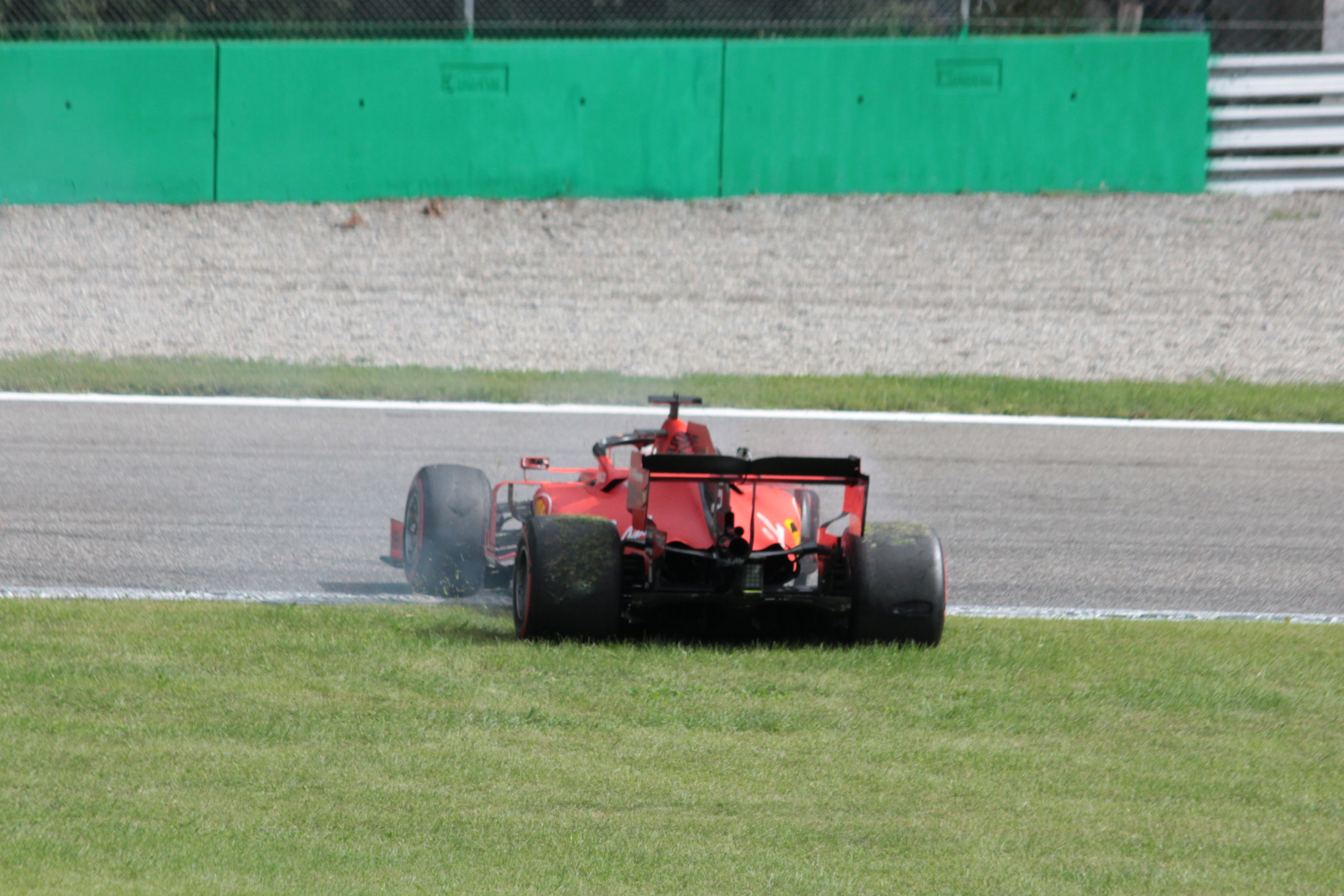
Il testacoda di Sebastian Vettel alla Variante Ascari nelle prime fasi di gara

Al via Charles Leclerc tiene il comando, resistendo all'attacco di Lewis Hamilton. Terzo è Valtteri Bottas, davanti a Nico Hülkenberg che ha passato Sebastian Vettel alla terza curva. Il pilota della Ferrari riprende la quarta posizione all'inizio del secondo giro. Sempre nella stessa tornata Alexander Albon passa Carlos Sainz Jr., per l'ottava posizione, alla Variante della Roggia, prima di dovere cedere nuovamente la posizione allo spagnolo.
Al quarto giro c'è un cambio di posizione tra le due Renault con Daniel Ricciardo che prende la quinta posizione su Hülkenberg. Al sesto giro Vettel si gira alla Variante Ascari; nel ripartire sfiora il sopraggiungente Lance Stroll, che si scompone e rischia di colpire Pierre Gasly che, per evitare l'impatto, esce dal tracciato, ma può proseguire il Gran Premio. Vettel è costretto a una sosta ai box, per cambiare il musetto, uscendo così dalla zona dei punti. La direzione di gara impone uno stop and go di dieci secondi al tedesco, mentre Stroll è penalizzato con un drive-through.

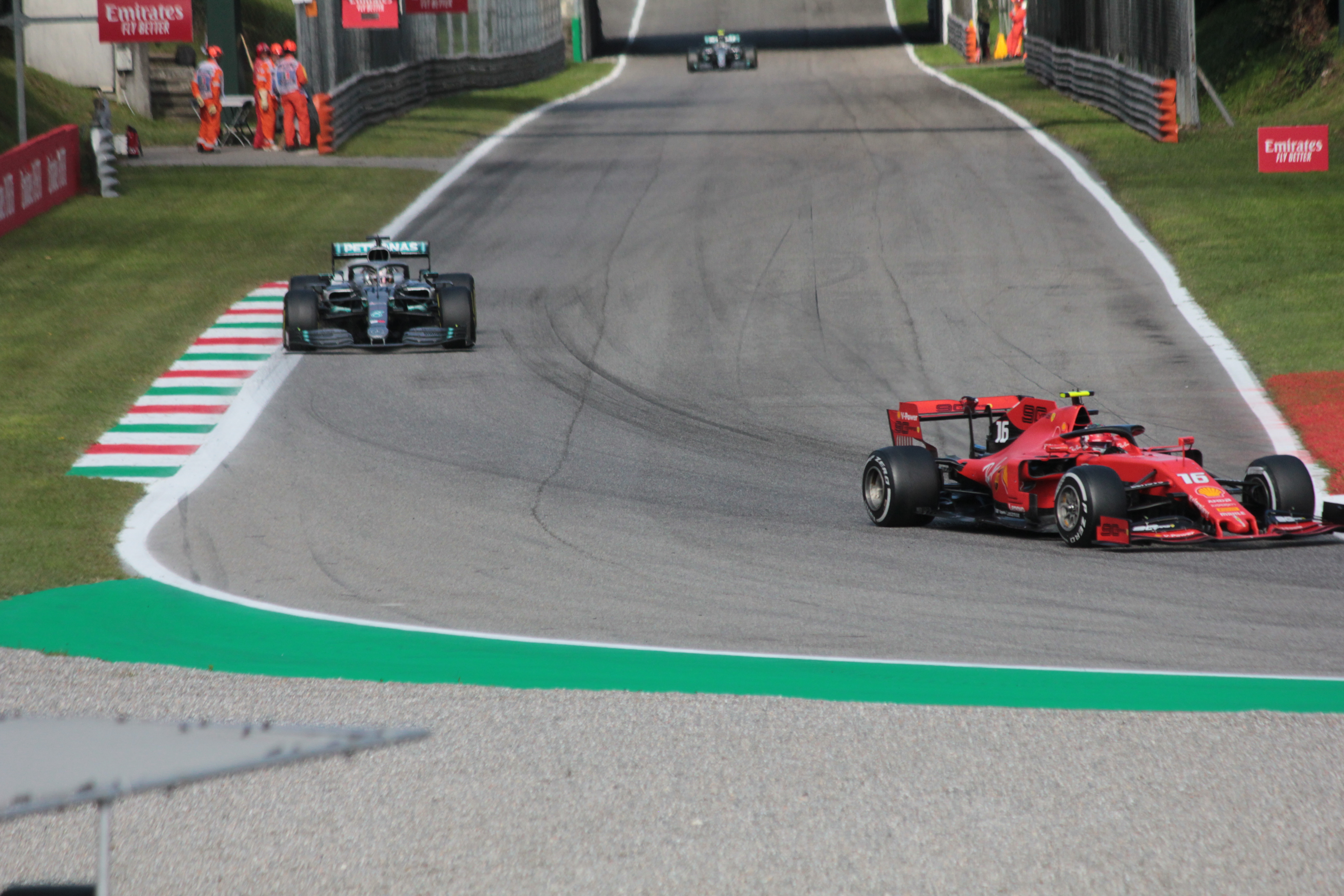
Charles Leclerc inseguito da Lewis Hamilton e Valtteri Bottas

Al quindicesimo giro Albon passa Antonio Giovinazzi per la settima posizione. Due giri dopo si ferma Lewis Hamilton, che passa alle gomme medie. Il giro seguente è il turno per Leclerc, che opta per le gomme dure. Il monegasco rientra in gara davanti a Hamilton, che però, sfruttando le gomme più calde, cerca di attaccarlo, per ottenere la leadership del gran premio, senza successo.
Al comando ora si trova Bottas, davanti alle due Renault, e i duellanti Leclerc e Hamilton. Questi due passano Hülkenberg, poi Hamilton attacca Leclerc alla Variante della Roggia: il monegasco si difende duramente, costringendo Hamilton a usare la via di fuga, venendo richiamato dalla direzione di gara tramite la bandiera bianca e nera. Bottas attende il ventiseiesimo giro per la sua sosta; il pilota della Mercedes monta gomme medie. Rientrato alle spalle di Ricciardo, lo passa il giro seguente. Il ferrarista Leclerc torna al comando, sempre tallonato da Hamilton. Poco dopo si ritira Carlos Sainz Jr., per una gomma mal fissata dopo la sosta ai box. Hülkenberg si ferma per la sosta, al giro 29. Al trentatreesimo passaggio Albon passa Giovinazzi, per la sesta piazza.

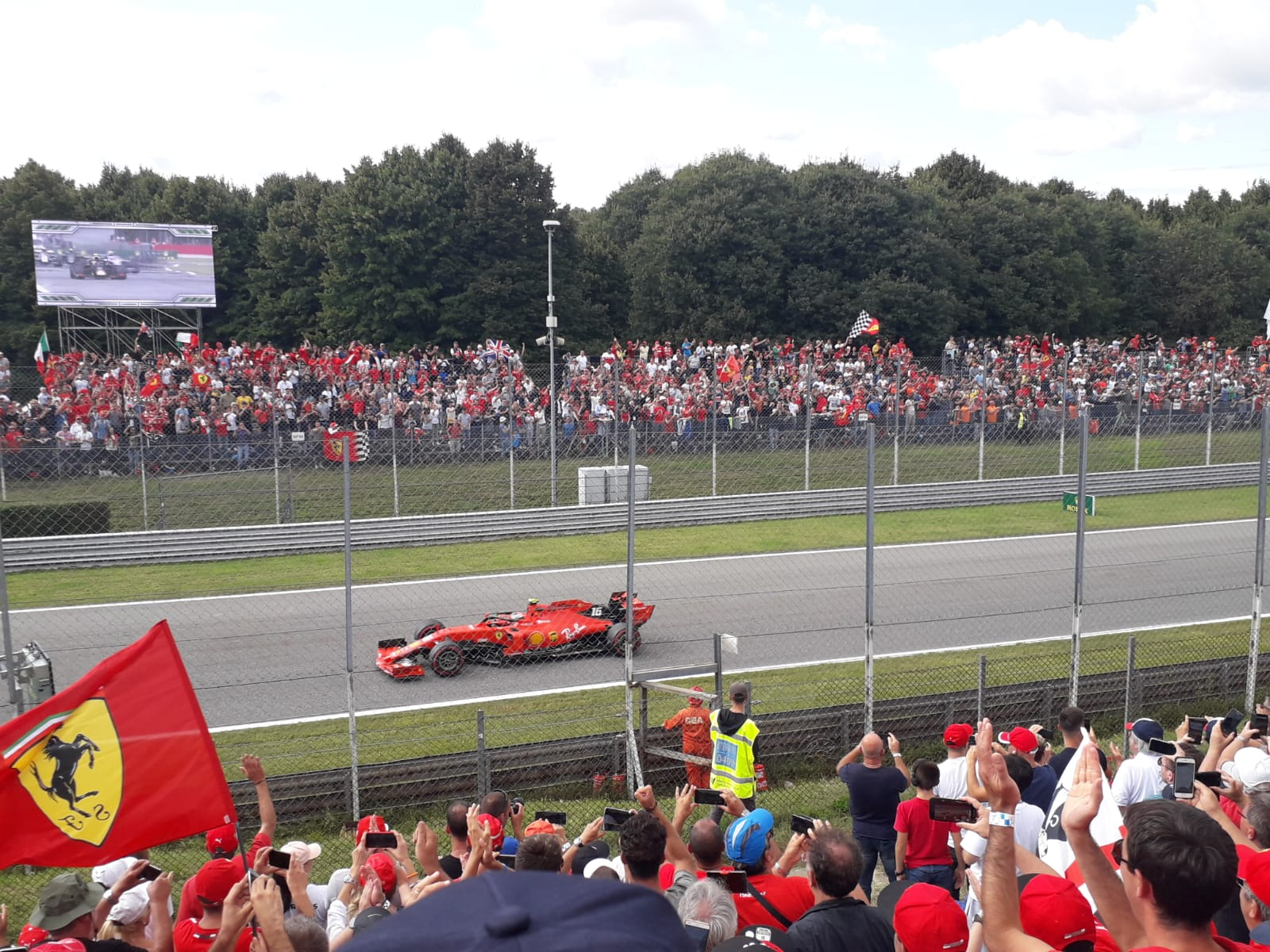
Il ferrarista Leclerc, vincitore della gara, conquista il suo secondo successo consecutivo in Formula 1.

Hamilton mantiene sempre costante la pressione su Leclerc, che al giro 36 va lungo alla prima variante, tagliandola e rientrando in pista, mantenendo però la testa della gara. La direzione di gara non prende provvedimenti nei confronti del ferrarista. Al giro 37 Charles Leclerc compie una piccola sbavatura alla Variante Ascari, senza che Lewis Hamilton si avvicini a sufficienza per il sorpasso. Leclerc riesce a sfruttare bene le scie dei vari doppiati che si trova davanti in gara.
Hamilton lamenta un degrado delle gomme, tanto che effettua un lungo alla prima curva e viene passato dal compagno di team Bottas, che si mette all'inseguimento di Leclerc. Al giro 41 Max Verstappen passa Antonio Giovinazzi, per l'ottavo posto. Hamilton entra ai box, al quarantanovesimo giro, per montare gomme medie e cercare il punto bonus del giro veloce, che ottiene al giro 51.
Charles Leclerc tiene la testa fino all'arrivo, conquistando la sua seconda vittoria consecutiva, sempre partendo dalla pole position, diventando così il nono pilota a riuscire nell'impresa. Con questa vittoria la Ferrari vince a Monza per la prima volta dal 2010 quando il vincitore fu Fernando Alonso. Antonio Giovinazzi, partendo decimo in griglia e concludendo la gara al nono posto, ottiene due punti; l'ultimo italiano ad andare a punti a Monza era stato Jarno Trulli nel 2006.

### Risultati
I risultati del Gran Premio sono i seguenti:
| Pos | Nº | Pilota             | Costruttore               | Giri | Tempo/Ritiro       | Griglia | Punti |
| --- | -- | ------------------ | ------------------------- | ---- | ------------------ | ------- | ----- |
| 1   | 16 | Charles Leclerc    | Ferrari                   | 53   | 1h15'26"665        | 1       | 25    |
| 2   | 77 | Valtteri Bottas    | Mercedes                  | 53   | +0"835             | 3       | 18    |
| 3   | 44 | Lewis Hamilton     | Mercedes                  | 53   | +35"199            | 2       | 16    |
| 4   | 3  | Daniel Ricciardo   | Renault                   | 53   | +45"515            | 5       | 12    |
| 5   | 27 | Nico Hülkenberg    | Renault                   | 53   | +58"165            | 6       | 10    |
| 6   | 23 | Alexander Albon    | Red Bull Racing-Honda     | 53   | +59"315            | 8       | 8     |
| 7   | 11 | Sergio Pérez       | Racing Point-BWT Mercedes | 53   | +1'13"802          | 18      | 6     |
| 8   | 33 | Max Verstappen     | Red Bull Racing-Honda     | 53   | +1'14"492          | 19      | 4     |
| 9   | 99 | Antonio Giovinazzi | Alfa Romeo Racing-Ferrari | 52   | +1 giro            | 10      | 2     |
| 10  | 4  | Lando Norris       | McLaren-Renault           | 52   | +1 giro            | 16      | 1     |
| 11  | 10 | Pierre Gasly       | Scuderia Toro Rosso-Honda | 52   | +1 giro            | 17      |       |
| 12  | 18 | Lance Stroll       | Racing Point-BWT Mercedes | 52   | +1 giro            | 9       |       |
| 13  | 5  | Sebastian Vettel   | Ferrari                   | 52   | +1 giro            | 4       |       |
| 14  | 63 | George Russell     | Williams-Mercedes         | 52   | +1 giro            | 14      |       |
| 15  | 7  | Kimi Räikkönen     | Alfa Romeo Racing-Ferrari | 52   | +1 giro            | PL      |       |
| 16  | 8  | Romain Grosjean    | Haas-Ferrari              | 52   | +1 giro            | 13      |       |
| 17  | 88 | Robert Kubica      | Williams-Mercedes         | 51   | +2 giri            | 15      |       |
| Rit | 20 | Kevin Magnussen    | Haas-Ferrari              | 43   | Problemi idraulici | 11      |       |
| Rit | 26 | Daniil Kvjat       | Scuderia Toro Rosso-Honda | 29   | Perdita d'olio     | 12      |       |
| Rit | 55 | Carlos Sainz Jr.   | McLaren-Renault           | 27   | Ruota              | 7       |       |

Lewis Hamilton riceve un punto addizionale per avere segnato il giro più veloce della gara.

## Classifiche mondiali

### Piloti
| Pos | Pilota             | Punti |
| --- | ------------------ | ----- |
| 1   | Lewis Hamilton     | 284   |
| 2   | Valtteri Bottas    | 221   |
| 3   | Max Verstappen     | 185   |
| 4   | Charles Leclerc    | 182   |
| 5   | Sebastian Vettel   | 169   |
| 6   | Pierre Gasly       | 65    |
| 7   | Carlos Sainz Jr.   | 58    |
| 8   | Daniel Ricciardo   | 34    |
| 9   | Alexander Albon    | 34    |
| 10  | Daniil Kvjat       | 33    |
| 11  | Nicolas Hülkenberg | 31    |
| 12  | Kimi Räikkönen     | 31    |
| 13  | Sergio Pérez       | 27    |
| 14  | Lando Norris       | 25    |
| 15  | Lance Stroll       | 19    |
| 16  | Kevin Magnussen    | 18    |
| 17  | Romain Grosjean    | 8     |
| 18  | Antonio Giovinazzi | 3     |
| 19  | Robert Kubica      | 1     |

### Costruttori
| Pos | Costruttore               | Punti |
| --- | ------------------------- | ----- |
| 1   | Mercedes                  | 505   |
| 2   | Ferrari                   | 351   |
| 3   | Red Bull Racing-Honda     | 266   |
| 4   | McLaren-Renault           | 83    |
| 5   | Renault                   | 65    |
| 6   | Scuderia Toro Rosso-Honda | 51    |
| 7   | Racing Point-BWT Mercedes | 46    |
| 8   | Alfa Romeo Racing-Ferrari | 34    |
| 9   | Haas-Ferrari              | 26    |
| 10  | Williams-Mercedes         | 1     |

## Decisioni della FIA
Sebastian Vettel e Lance Stroll, oltre alle penalità comminategli in gara, subiscono una decurtazione rispettivamente di tre e due punti sulla Superlicenza per essere rientrati in pista in maniera pericolosa.
Alexander Albon subisce una penalità di un punto sulla Superlicenza per essere uscito di pista e averne tratto vantaggio.